# پل سیوند
بقایای پل سیوند مربوط به دورهٔ ساسانیان است و در شهرستان مرودشت، بخش سیدان، دهستان خفرک علیا، روستای سیوند، حاشیه رودخانهٔ پلوار واقع شده و این اثر در تاریخ ۳۰ بهمن ۱۳۸۶ با شمارهٔ ثبت ۲۰۸۹۳ به‌عنوان یکی از آثار ملی ایران به ثبت رسیده است.